# Scorpaena scrofa
Scorpaena scrofa is een vis uit de familie van de schorpioenvissen (Scorpaenidae). De vis is meestal te vinden op rotsbodems op 20 tot 500 meter diepte. De vis wordt gewoonlijk 20 tot 26 centimeter lang. De maximale lengte is 50 cm en het hoogste ooit gemeten gewicht is 3 kg. Hij heeft grote, brede borstvinnen en geen zwemblaas, die hij als bodembewonende vis niet nodig heeft. De rugvin heeft 12 stekels en 9 vinstralen en de anaalvin heeft 3 stekels en 5 vinstralen.
De vis komt voor in de gematigde en (sub)tropische klimaatzone in het oosten van de Atlantische Oceaan van de Britse Eilanden tot aan Senegal en verder in de Middellandse Zee.